# Río Canoas
El Río Canoas es un curso de agua brasileño del estado de Santa Catarina.
Nace entre la Sierra de Anta Gorda y la Sierra de Boa Vista, pertenecientes a la Sierra Geral, en el límite de los municipios de Anitápolis, Santa Rosa de Lima y Bom Retiro, a 100 km del litoral atlántico.
Al unirse con el río Pelotas forma el río Uruguay, que desagua en el Río de la Plata y de ahí en el océano Atlántico.
Sus principales afluentes son los ríos São Paulo, Caveiras, Inferno Grande, Marombas, do Pinto, Púlpito y São João.
- Datos: Q3176167
- Multimedia: Canoas River (Santa Catarina) / Q3176167